# Lac de Fonbonne
Ne doit pas être confondu avec Lac Fontbonne.
Pour les articles homonymes, voir Fontbonne.
Le lac de Fonbonne est un lac de barrage français du Massif central situé sur le Céret, dans le Ségala (département du Tarn, en région Occitanie). Il est l'un des principaux réservoirs pour l'alimentation en eau potable du bassin Carmausin avec le lac de la Roucarié.

## Géographie
Lac situé dans le Ségala (Massif central) en partie sur les communes de Sainte-Gemme et de Pampelonne. Un barrage est situé sur le Céret.

## Histoire
Ce barrage a été construit au début du XXe siècle pour répondre aux besoins en eau potable du bassin de Carmaux.

## Activités touristiques
- pêche interdite
- Randonnée